# 桑原弥寿雄
桑原 弥寿雄（くわはら やすお、1908年〈明治41年〉7月10日 - 1969年〈昭和44年〉2月4日）は、日本の鉄道技師。
戦前から青函トンネルや朝鮮海峡隧道などを着想、推進したほか、泰緬鉄道など数々の路線を着想、設計、計画した。特に資源開発用の鉄道路線設計、開発、隧道や航空写真測量の分野で腕を振るった。戦時中は企画院技師、石炭庁技師を兼任。

## 来歴・人物
福井県境の石川県江沼郡山中町（現在は加賀市）に生まれ、福井中学、一高（学制改革後は東大）に進む。一高時代は野球部に所属、当時人気の三高との対抗戦のチームの一員だったが控えだったようで出場記録はない。東大では工学科ボート部に所属した。
1932年に東京帝大工学部土木工学科を卒業し鉄道省に入り建設局に配属された。1933年10月、長岡建設事務所に測量隊長として赴任。地図が好きで、測量や線路選定が大好きで鉄道に入った桑原にはうってつけの現場だった。
桑原には常識はずれの構想をぶち上げる「ホラ吹き」の印象があるが「測量踏査は全線にわたって歩くのが一番よい。かつ往復することが理想的だ。つまり地形や景観は前後から見ることではじめて頭の中にはいる」をモットーに「生まれつきの頑健な体と馬力に物を言わせて、日本国中、彼の足跡がないところはないと言われたほど、全国を歩き、調べ、そして地形、風物その他をよく頭に入れた」。戦後、高速道路網を計画した時の報告書では「全国約6万キロに及ぶ旅行歴をもち、ほとんどの路線の経過地を知っている」と語っている。
「何事にも熱心で一本気であり、目的に猛進するタイプ。その行動力と宣伝力は相当なものだった」と語るのは桑原の上司だった小宅習吉だった。
1935年、東京深川出身のユキと結婚。
やがて「トンネル男」とも称される桑原が最初に掘ったのは信越県境にある大糸線真那板山トンネル（延長3125メートル）である。1936年、新潟県西頸城郡小滝村の葛葉出張所長として取り掛かった桑原は当時の日本記録を塗り替える速度でトンネルを掘った。
37年7月、陸軍が大陸で盧溝橋事件を起こし、各地で召集が始まり、鉄道職員も戦地に向かっていった。38年1月、足立貞嘉を部隊長に150人の鉄道職員と250人ほどのトビ、大工、土工など臨時傭からなる北支橋梁修理班が編成されると、桑原は三つの部隊のうちの一つを率いて華北の戦場に向かう。済南の近くから壊された橋を修復、津浦線（天津〜浦口）を南下、黄河大橋梁など24の橋を修復した。
39年5月、足立部隊は一人の戦死者も出さず帰国、桑原は長岡建設事務所に復帰する。9月からは下関工事事務所に移動、関門隧道門司方工事主任として関門海峡トンネルに取り組む。関門トンネルは国鉄が取り組む本邦初の海底トンネルで、本州と九州を結ぶばかりでなく、弾丸列車、朝鮮海峡隧道、大東亜縦貫鉄道へと連なり、大陸への高速大量輸送を可能にする玄関として位置付けられていた。桑原は12月に盛岡に移る頃から、これらのスケールの大きな話に関わっていく。

## 青函トンネル・朝鮮海峡隧道・アジア縦貫鉄道構想
桑原は盛岡にいる頃、青函トンネルの構想をまとめたといわれ、のちに建設された泰緬鉄道の研究にも取り掛かっている。桑原とは足立部隊の戦友で戦後、国鉄総裁になる藤井松太郎は青函トンネルの着想者は桑原だと断言する。盛岡の同僚で泰緬鉄道の建設の技術指導をした国鉄技師の二松慶彦は、すでに桑原が泰緬の研究にこの頃取り掛かっていたと証言する。
40年9月、桑原は本省建設局計画課に移る。ここに建設局の「ホラ吹き3人衆」、ホラカン（渡邊貫）、ホラジロウ（立花二郎）、ホラヤス（桑原）が同じ課に揃う。この三人は実現不能に見えるスケールの大きな「ホラ話」をすることで一括りに語られることが多いが、日本の地質工学の祖とみなされることもある渡辺（23年入省）は、立花（27年入省）はともかく、10近く歳の若い桑原と同列に語られることを好まなかったという。
同じ課にいた小沢要作によれば、桑原はこの頃、朝鮮海峡隧道で朝鮮半島に渡り、そこからヨーロッパに連なる欧亜連絡線などを考えていた。奉天から西へ天津〜済南〜徐州〜上海に出る線、北京経由で香港に至る路線。そして奉天から北へ新京〜ハルビン〜チチハルを経てシベリア鉄道に接続するルートを考えていた。
北に向けては津軽海峡隧道（青函トンネル）で北海道へ渡り、そこから宗谷海峡トンネルで樺太へ。樺太と沿海州の間の海峡を埋め立て、アムール川に沿いハバロフスク、ハルビンに至る大陸縦断鉄道を作り、ここに当時満鉄が走らせていた広軌の超特急『亜細亜』のような列車を走らせようと研究していたという。
桑原はこうしたホラ話を吹いて回るだけでなく、それを手に入る資料、地図から報告書にまとめ、現地を歩いた。40年11月に行われた朝鮮海峡隧道の海底炭鉱調査にはホラ貫こと渡邊技師，石川九五技師などと加わった。40年ごろから桑原は小沢とともに呼子から壱岐、対馬、朝鮮側の起点となる釜山へ、朝鮮海峡隧道のルートを度々、歩いて調査している。
戦前構想され、調査研究されたり、実行に移された鉄道の絡む「スケールの大きな話」はそれぞれ異なる政府機関が取り組んだかのように見えるが、「当時計画されていた東京・下関間の新幹線、関釜トンネルも含め、その鉄道網は、日本を支配者とする統一的なアジア圏の動脈という地位と役割を賦課されたのである」。桑原はそれらを結び付ける人物の一人だった。桑原は下山や鉄道調査部の人間たちのように鉄道省だけでなく、参謀本部第3部や企画院、興亜院などにも出入りしていた。

## 大東亜縦貫鉄道・インドシナ半島横断鉄道
戦後国鉄初代総裁に就任する下山定則は二度の東南アジア視察の後、41年4月、東京とシンガポールを結ぶ鉄道が二つのミシングリンク（未練結区間）を結ぶだけで建設できるという論文を発表する。
ミシングリンクのひとつで外せないのが当時日本軍が進駐したフランス領インドシナ（現在のベトナム）とタイの間の連結だった。桑原は下山の論文が出た5ヶ月後の41年9月、『戦時印度支那半島横断鉄道計画案』をまとめ、３ルートを数字を上げて比較し、その建設が可能であることを示した。桑原は開戦後の42年9月、現地調査に出かけ、帰国後の43年3月、桑原は『南方大陸幹線と印度支那半島に於けるその使命』をまとめ日本と南方の鉄道連絡について考察、インドシナ半島横断鉄道の重要性さを指摘した。

## 中央亜細亜横断鉄道
桑原はその当時、鉄道人の間で盛んに議論された東京とベルリンを結ぶ「中央亜細亜横断鉄道」にも積極的に関わった。これは湯本昇が1939年に発表した『中央アジア横断鉄道建設論ー世界平和への大道』がきっかけだったが、湯本の構想を地図の上に路線として落としたのが桑原だった。
41年9月には鉄道の現役やOBの集まる帝国鉄道協会に「中央亜細亜横断鉄道調査部」が発足すると桑原は下山などと幹事を務める。この調査部は名称が示すように「中央アジア」を経由してアジアとヨーロッパを結ぶ鉄路を考えるもので、湯本だけでなく大谷光瑞、そしてそれに先立つ山本条太郎（満鉄社長）も物理的空間として「中央アジア」を見ていたが、そこに下山の提唱した東京〜シンガポール線（大東亜縦貫鉄道）から分岐し、西へビルマやインドを経由してヨーロッパと結ぶ路線案が俎上に上がっていく。
果たして、中央アジアを通らない路線を「中央アジア横断鉄道調査部」が研究するべきかどうかという議論が浮かび、42年4月2日に開かれた第9回常任幹事会ではそれが取り上げられた。その時「参考として」南方ルートの概要を説明をしたのは常任幹事の桑原だった。

## 泰緬鉄道
こうした経過を考えると、泰緬鉄道は当初ビルマへの補給路、軍事路線としてよりも、アジアとヨーロッパを結ぶその南回りのルートの一部として桑原が構想した可能性が高い。桑原は盛岡に勤務する1940年ごろにはすでにタイとビルマを結ぶ鉄道路線の研究に取り掛かっていた。
桑原の構想は『タイビルマ間連接鉄道計画案』としてまとめられた。シンガポール陥落直後の日付が入っている。先述の二松、泰緬鉄道建設の４代目司令官の石田栄熊、泰緬鉄道建設に駆り出された「国鉄機関士作家」で芥川賞候補作家（1963年）の清水寥人などは桑原の計画案がビルマ侵攻に取り掛かる南方軍が取り上げ、作戦鉄道として建設したとする。

## 開戦後
桑原は開戦後、1942年5月から翌年3月まで東南アジアを現地調査した。この調査行の足取りは、8月にスマトラにいたこと、9月からフランス領インドシナとタイの連結線予定地を踏査したことぐらいしかわからない。いくつかの文書では中央アジア横断鉄道の調査なのか、天山南路を通りカイバル峠にまで出かけたと書かれているが詳細は不明である。
戦後、桑原は自身の関わりを「昭和17年には参謀本部の嘱託として南方、ビルマ、マラヤ、スマトラ、ジャワ、フィリピンを周り、その以前から調査しておりましたが、タイ、ビルマ連接鉄道、これは私の発案で、私の計画書でやって、皆さんにご迷惑をかけたわけです。それから泰、仏印連接鉄道。これはとうとう終戦まぎわに着工してやめになったが、これは大東亜戦争が始まる前に発案して計画書を参謀本部に提出しました。また、戦争中に発案して実施したものは、スマトラ横断鉄道がある。スマトラ縦貫鉄道はそこまでいかなかった。それからフィリピンの縦貫鉄道の北部の延長線の建設も少しやっています」
と発言し、泰緬鉄道だけでなく戦時中に計画され、建設された鉄道のほとんどに関わっていた。このうちスマトラ横断鉄道については、増永元也も発案者として主張しており、二人が調査に関わったようだがどちらの発案なのか特定ができない。
また、国内でも資源輸送のために着工された群馬鉄鉱山県の吾妻線（鉄鉱石）、北海道の羽幌線（石炭）、白糠線などの設計に関わった。

## 戦後
1946年2月、青函トンネル建設への第一回の集まりである「津軽海峡隧道調査法打合せ会議」が運輸省で開かれ、桑原はこれまでの調査研究を報告した。その後、現地踏査をし、建設に向け省内外での活動を続けていった、1962年には津軽海峡連絡隧道技術調査委員会特別委員に就いている。海底トンネルについては、子供向けの科学雑誌にわかりやすく書くこともあった。
本州と四国の間を結ぶ明石海峡トンネル、鳴門海峡トンネルも研究、提唱した。
1952年3月、盛岡工事事務所所長を最後に国鉄を退職、その後、三井鉱山に籍を置き東洋大学などの教授を務めた。
桑原は国土総合開発審議会資源調査会専門委員として地方経済の活性化を訴え、北海道や四国などの資源開発、その輸送路として鉄道路線計画を打ち出し、有明海の干拓事業にも関わった。桑原は鉄道だけでなく日本縦貫高速自動車協会交通計画研究所主査として高速道路網の建設も打ち上げる。
このように、戦後は国内に目が向いていた桑原だが、世界各地を結ぶ鉄道路線の研究も続けており、1968年には「南アジア縦貫鉄道路線調査予察報告書」をまとめている。その中で泰緬鉄道にも触れ、戦時中は時間の制約があったため三塔峠ルートを選択したが、トンネルが掘れる今ならばタボイに抜けるルートが最適だろうとしている。
桑原は1969年2月4日、脳溢血（心臓発作という記述もある）でこの世を去るまでスケールの大きな話でホラを吹き続けた。

## 柏原兵太郎関係文書に残る桑原文書
- 「資源開発線に対する処置」41年7月　　R-12, 291
- 「鉱産資源増産と鉄道建設に関する懇談会記録」　41年7月　R-12, 311　（鉄道省建設局計画課）名
- 「資源開発線に対する処置」　41年7月　R-12, 370　（鉄道省建設局計画課）名
- 「戦時印度支那半島横断鉄道計画案」41年9月　　R-14, 258　（鉄道省建設局計画課）
- 「蒙彊に於ける鉄道調査報告書」41年12月　　R-14, 303　（鉄道技師兼企画院技師）
- 「新事態に対応する建設改良方策」41年12月　　R-12, 358
- 「生産拡充に関する資源開発線」41年12月　　R-12, 367
- 「タイビルマ間連絡鉄道計画案」　42年2月　R-12, 473　（鉄道省建設局計画課）名義
- 「南方大陸幹線と印度支那半島に於けるその使命」43年3月　　R-14, 247　（桑原鉄道官）
- 「朝鮮鉄鉱石関係調査中間報告要項」43年5月　　R-19, 561
- 「朝鮮黄海道鉄鉱石増産輸送方策（私案）」43年6月　　R-19, 506
- 「朝鮮鉄道株式会社黄海線沙里院・下聖同載寧間及下聖海州間輸送能力調」43年6月　　R-19, 501
- 「現地調査報告書提出の件」43年6月　　R-19, 510　（企画院技師）
- 「草津鉄山出鉱量並びに輸送量計画関係図」43年8月　R-20, 13

## 著書
- 『路線測量 (測量技術講座 ; 第7) 』オーム社　1951年
- 『鉄道線路選定小史』　1961年
- 『トンネル施工法（最新土木施工法講座第18巻）』加納倹二との共著　山海堂　1963年